# Astropecten tenellus
Astropecten tenellus är en sjöstjärneart som beskrevs av Fisher 1913. Astropecten tenellus ingår i släktet Astropecten och familjen kamsjöstjärnor. Inga underarter finns listade i Catalogue of Life.